# Airén
De Airén is een witte Spaanse druivensoort, die alleen in dat land voorkomt.
30% van de totale Spaanse druivenoogst bestaat uit deze druif. De belangrijkste streken zijn La Mancha en Valdepeñas beiden liggend ten zuiden van de hoofdstad Madrid.

## Kenmerken
De druif is door zijn dikke schil goed bestand tegen het hete en dorre klimaat van het midden van Spanje. De stokafstanden zijn groot, zoals goed te zien is op de foto rechts: de Airén wordt geplant met slechts 1200 tot 1600 stokken per hectare. Logisch, want het weinige regenwater wat hier valt, is onvoldoende om dichtere beplanting mogelijk te maken.
De wijn van de Airén is heldergeel, heeft een hoog alcoholpercentage en levert voornamelijk makkelijk drinkbare en lichte wijnen op met een bloemige geur. In de smaak jong en groen. Aroma's van appels, citrus en peer. De afdronk is nooit lang en niet tè complex.

## Synoniemen[1]
- Aiden
- Blancon
- Forcallada
- Forcallat
- Forcallat Blanca
- Forcallat Blanco

- Forcellat Bianca
- Forcellat Blanca
- Laeren del Rey
- Lairen
- Layren

- Manchega
- Mantuo Laeren
- Valdepenas
- Valdepenera Blanca
- Valdepenero